# Équipe de Lituanie de hockey sur gazon
Maillots
L'Équipe de Lituanie de hockey sur gazon représente la Lituanie dans le hockey sur gazon masculin international.
La Lituanie ne s'est jamais qualifiée pour le championnat d'Europe, la Coupe du monde et les Jeux olympiques.

## Palmarès

### Championnat III d'Europe
- 2017 - 6e place
- 2019 - 7e place
- 2021 - 6e place

### Championnat IV d'Europe
- 2007 - 4e place
- 2015 -

### Ligue mondiale
- 2014-2015 - 1er tour
- 2016-2017 - 1er tour

### Hockey Series
- 2018-2019 - Open